# Telureto de mercúrio
Telureto de mercúrio é um material descoberto em 2015 capaz de substituir o silício, sendo talvez até mesmo melhor que o grafeno (sucessor atual do silício). Sua configuração física é parecida com a do grafeno, favos de mel, mas com cristais de mercúrio e telúrio no lugar do carbono. A pesquisa, elaborada por uma equipe de Utrecht (Holanda), foi publicada na revista Nature.